# Lennart Skoogh
Lennart Skoogh, född 17 oktober 1938 i Stockholm, död 23 augusti 1995, var en svensk skådespelare. 
I filmen Repmånad innehade Skoogh rollen som Jonas "Gurkan" Gustafsson. Enligt Lasse Åberg fick Skoogh rollen på grund av "sitt stora skägg". Ursprungligen var han anställd inom reklambranschen.

## Filmografi
- Snövit och de sju små dvärgarna, 1973
- Repmånad, 1979